# بدرآباد علیا
بدرآباد علیا (بهرامی) در جنوب شهرستان خرم آباد در مجاورت فرودگاه و لشکر ۸۴ ارتش و روبروی سپاه حضرت ابوالفضل (ع) قرار گرفته است.
دلیل نامیده شدن این روستا به بهرامی، احداث کاروانسرایی در قدیم توسط حاج کرم رضا بهرامی،  اختصاص یک اتاق برای تدریس دانش آموزان و یک اتاق برای معالجه بیماران بوده است.
بنابر شواهد در زمان حکومت اتابکان لر، مرکز حکومت والی وقت (بدر ابن حسنویه) در محدوده فرودگاه خرم آباد قرار داشته که ایشان از نظر عمران و آبادانی فردی موثر بوده، لذا در زمان ثبت این قسمت از شهر به اسم حاکم (بدر) به نام بدرآباد ثبت گردید است.

## جمعیت
این روستا در دهستان کرگاه غربی قرار دارد و براساس سرشماری مرکز آمار ایران در سال ۱۳۹۵، جمعیت آن ۶،۲۹۸ نفر (۱۲۹۲خانوار) بوده‌است.